# Chuang Esiao-Yong
Chuang Esiao-Yong es un deportista taiwanés que compitió en taekwondo. Ganó una medalla de plata en el Campeonato Asiático de Taekwondo de 1988 en la categoría de –58 kg.

## Palmarés internacional
| Representando a China Taipéi |             |                  |           |
| Campeonato Asiático          |             |                  |           |
| Año                          | Lugar       | Medalla          | Categoría |
| 1988                         | Katmandú () | Medalla de plata | –58 kg    |